# The Ultimate Collection (альбом Донны Саммер, 2003)
The Ultimate Collection — сборник американской певицы Донны Саммер, выпущенный 2 декабря 2003 года на лейбле CCM (дочернем Universal Music Holland) в Нидерландах. Песни на альбоме были подвергнуты ремастерингу.

## Об альбоме
В отличие от большинства компиляций Саммер, данный альбом включает в себя шестнадцатиминутную альбомную версию её супер-хита, «Love to Love You Baby», оригинальные двенадцатидюймовые версии «Theme from The Deep (Down Deep Inside)», «Last Dance», «Hot Stuff» и «Bad Girls». Также на альбоме представлены такие ранние «европейские» хиты как «The Hostage» и «Lady of the Night».
На третьем диске представлены три композиции из альбома Live and More 1978 года, а также различные раритеты, включая ремиксы на «I Feel Love» и «State of Independence», а также самые полные версии песен «No More Tears (Enough Is Enough)», записанной в дуэте с Барброй Стрейзанд, и «Je t’aime… moi non plus», которая ранее появлялась только на саундтреке к фильму «Слава Богу, сегодня пятница».
В 2006 году альбом был переиздан и выпущен под названием The Very Best of Donna Summer, единственным отличием стало отсутствие третьего диска.

## Отзывы критиков
Рецензент AllMusic Энди Келлман назвал сборник «довольно пёстрой», но в конечном счёте удобной трёхдисковой компиляцией. Он сравнил его с прошлым сборником Endless Summer, который, по его мнению, лучше подойдёт для первого знакомства с творчеством певцы, в то время как этот альбом делает куда более детальное погружение в её дискографию.

## Список композиций
| №   | Название                        | Автор(ы)                                  | Из альбома                   | Длительность |
| --- | ------------------------------- | ----------------------------------------- | ---------------------------- | ------------ |
| 1.  | «The Hostage»                   | Джорджо Мородер, Пит Белотт               | Lady of the Night (1974)     | 4:16         |
| 2.  | «Lady of the Night»             | Джорджо Мородер, Пит Белотт               | Lady of the Night (1974)     | 3:58         |
| 3.  | «Love to Love You Baby»         | Донна Саммер, Джорджо Мородер, Пит Белотт | Love to Love You Baby (1975) | 16:50        |
| 4.  | «Full of Emptiness»             | Джорджо Мородер, Пит Белотт               | Love to Love You Baby (1975) | 2:22         |
| 5.  | «Could It Be Magic»             | Адриен Андерсен, Барри Манилоу            | A Love Trilogy (1976)        | 5:15         |
| 6.  | «Try Me, I Know We Can Make It» | Донна Саммер, Джорджо Мородер, Пит Белотт | A Love Trilogy (1976)        | 4:46         |
| 7.  | «Spring Affair»                 | Донна Саммер, Джорджо Мородер, Пит Белотт | Four Seasons of Love (1976)  | 4:02         |
| 8.  | «Winter Melody»                 | Донна Саммер, Джорджо Мородер, Пит Белотт | Four Seasons of Love (1976)  | 6:31         |
| 9.  | «I Feel Love»                   | Донна Саммер, Джорджо Мородер, Пит Белотт | I Remember Yesterday (1977)  | 3:11         |
| 10. | «Down Deep Inside»              | Донна Саммер, Джон Барри                  | The Deep (1977)              | 6:07         |
| 11. | «I Remember Yesterday»          | Донна Саммер, Джорджо Мородер, Пит Белотт | I Remember Yesterday (1977)  | 4:36         |
| 12. | «Love’s Unkind»                 | Донна Саммер, Джорджо Мородер, Пит Белотт | I Remember Yesterday (1977)  | 4:07         |
| 13. | «Back in Love Again»            | Донна Саммер, Джорджо Мородер, Пит Белотт | I Remember Yesterday (1977)  | 3:14         |
| 14. | «I Love You»                    | Донна Саммер, Джорджо Мородер, Пит Белотт | Once Upon a Time (1977)      | 4:41         |
| 15. | «Rumour Has It»                 | Донна Саммер, Джорджо Мородер, Пит Белотт | Once Upon a Time (1977)      | 4:54         |

| №   | Название                                     | Автор(ы)                                                | Из альбома                                          | Длительность |
| --- | -------------------------------------------- | ------------------------------------------------------- | --------------------------------------------------- | ------------ |
| 1.  | «Last Dance»                                 | Пол Джабара                                             | Thank God It’s Friday (1978)                        | 8:09         |
| 2.  | «MacArthur Park»                             | Джимми Уэбб                                             | Live and More (1978)                                | 6:25         |
| 3.  | «Hot Stuff»                                  | Пит Белотт, Харольд Фальтермайер, Кит Форси             | Bad Girls (1979)                                    | 6:46         |
| 4.  | «Bad Girls»                                  | Донна Саммер, Брюс Судано, Эдвард Хокнсон, Джо Эспозито | Bad Girls (1979)                                    | 4:56         |
| 5.  | «Dim All the Lights»                         | Донна Саммер                                            | Bad Girls (1979)                                    | 4:23         |
| 6.  | «Sunset People»                              | Пит Белотт, Харольд Фальтермайер, Кит Форси             | Bad Girls (1979)                                    | 6:24         |
| 7.  | «On the Radio»                               | Донна Саммер, Джорджо Мородер                           | On the Radio: Greatest Hits Volumes I & II (1979)   | 5:50         |
| 8.  | «The Wanderer»                               | Донна Саммер, Джорджо Мородер                           | The Wanderer (1980)                                 | 3:45         |
| 9.  | «State of Independence»                      | Джон Андерсон, Вангелис                                 | Donna Summer (1982)                                 | 5:49         |
| 10. | «Love Is in Control (Finger on the Trigger)» | Куинси Джонс, Род Темпертон, Мерриа Росс                | Donna Summer (1982)                                 | 4:19         |
| 11. | «The Woman in Me»                            | Джон Беттис, Майкл Кларк                                | Donna Summer (1982)                                 | 3:55         |
| 12. | «She Works Hard for the Money»               | Донна Саммер, Майкл Омартиан                            | She Works Hard for the Money (1983)                 | 5:18         |
| 13. | «Dinner with Gershwin»                       | Бренда Расселл                                          | All Systems Go (1987)                               | 4:39         |
| 14. | «This Time I Know It’s for Real»             | Донна Саммер, Мэтт Эйткен, Пит Уотерман, Майк Сток      | Another Place and Time (1989)                       | 3:36         |
| 15. | «Melody of Love (Wanna Be Loved)»            | Донна Саммер, Джо Каррано, Роберт Кливиллес, Дэвид Коул | Endless Summer: Donna Summer’s Greatest Hits (1994) | 4:16         |

| №  | Название                                                        | Автор(ы)                                          | Из альбома                                        | Длительность |
| -- | --------------------------------------------------------------- | ------------------------------------------------- | ------------------------------------------------- | ------------ |
| 1. | «Love to Love You Baby» (Live)                                  | Донна Саммер, Джорджо Мородер, Пит Белотт         | Live and More (1978)                              | 3:29         |
| 2. | «Last Dance» (Live)                                             | Пол Джабара                                       | Live and More (1978)                              | 5:51         |
| 3. | «Je t’aime… moi non plus»                                       | Серж Генсбур                                      | Thank God It’s Friday (1978)                      | 15:45        |
| 4. | «Heaven Knows» (With Brooklyn Dreams)                           | Донна Саммер, Джорджо Мородер, Пит Белотт         | On the Radio: Greatest Hits Volumes I & II (1979) | 3:32         |
| 5. | «No More Tears (Enough Is Enough)» (дуэт с Барброй Стрейзанд)   | Пол Джабара, Брюс Робертс                         | On the Radio: Greatest Hits Volumes I & II (1979) | 11:46        |
| 6. | «Unconditional Love» (With Musical Youth)                       | Донна Саммер, Майкл Омартиан                      | She Works Hard for the Money (1983)               | 4:43         |
| 7. | «State of Independence» (New Radio Millennium Mix — 1996 Remix) | Джон Андерсон, Вангелис                           |                                                   | 5:00         |
| 8. | «I Feel Love» (Masters At Work 86th St Mix — 1995 Re-recording) | Донна Саммер, Джорджо Мородер, Пит Белотт         |                                                   | 6:09         |
| 9. | «I Will Go with You (Con te partirò)»                           | Донна Саммер, Лучио Кварантото, Франческо Сартори | VH1 Presents Live & More Encore! (1999)           | 4:10         |

## Чарты
| Чарт (2012)                 | Высшая позиция |
| --------------------------- | -------------- |
| Бельгия/Валлония (Ultratop) | 132            |